# Ateljé

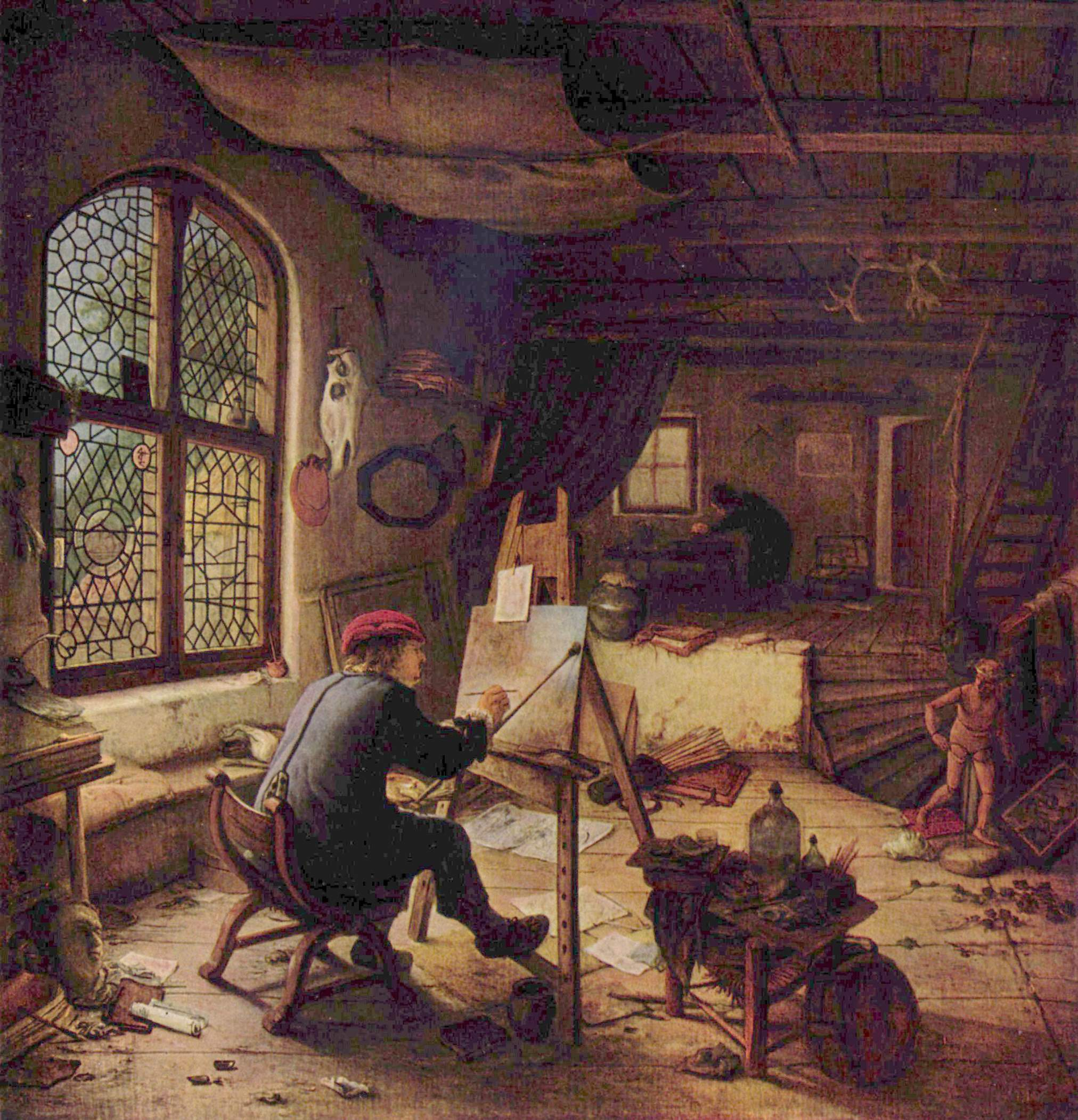
Konstnär i ateljé, självporträtt av Adriaen van Ostade.

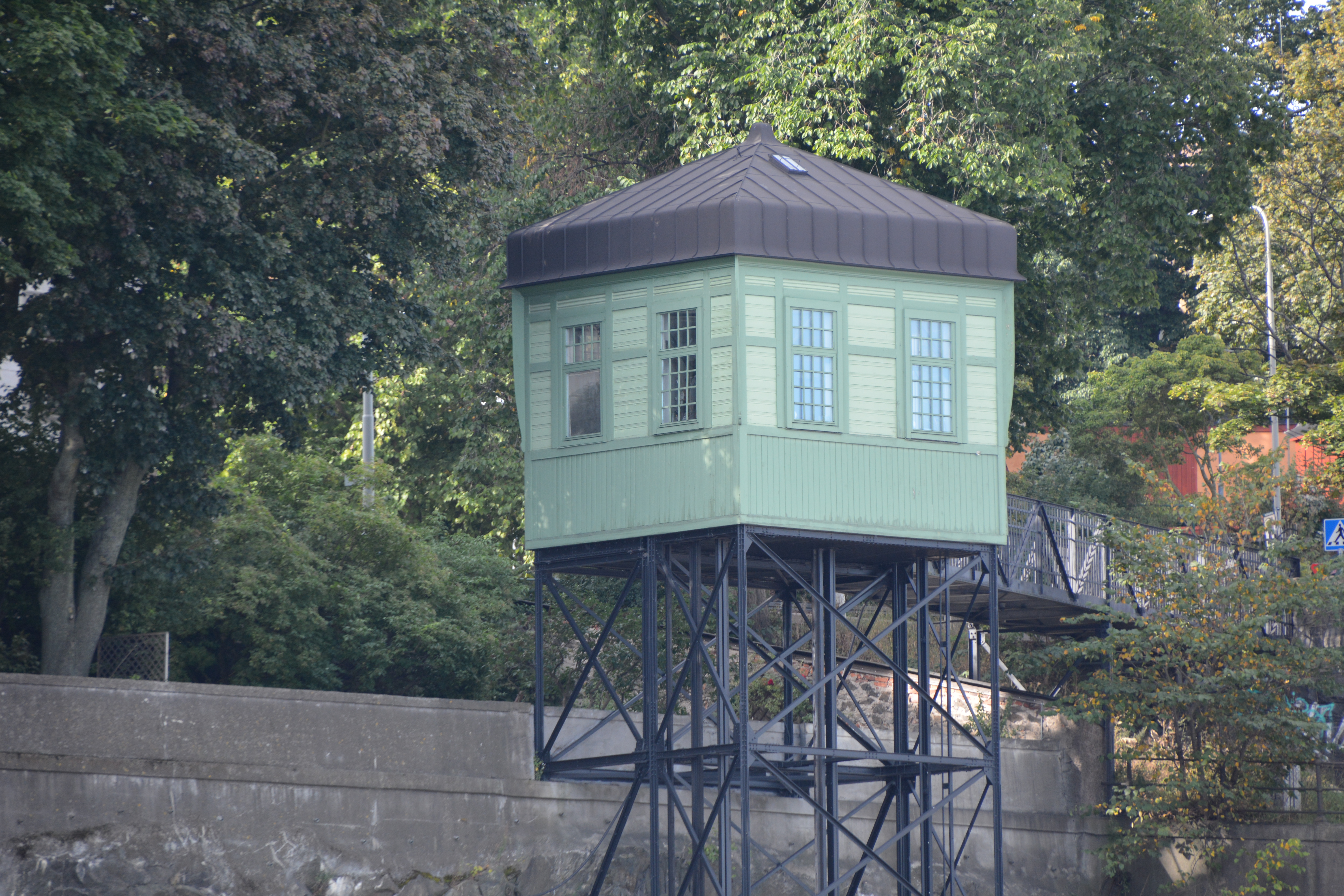
Den ateljé i Stadsgårdshissen i Stockholm, som innehades av Carl Anton.

Ateljé är en arbetslokal för en konstnär. 
En ateljé är oftast ändamålsenlig, och har de utrymmen och framförallt det ljusinsläpp som krävs för den konstnärliga verksamheten. Ateljéer används även av till exempel formgivare, silversmeder, fotografer och grafiker.
Med ateljévåning menas ofta en våning belägen högst upp i ett hus med stora fönster, eventuellt takfönster.